# Popcorn Revenge
Popcorn Revenge is een interactieve trackless darkride in het Belgische attractiepark Walibi Belgium in het themagebied Karma World. De darkride is de tweede interactieve darkride van het park en vervangt de reeds achttien jaar verwijderde attractie Het Paleis van Ali Baba. De darkride werd 26 mei 2019 officieel geopend voor het publiek. De soft-opening vond echter al plaats op 6 april. In 2019 won de darkride een Thea Award.
Er zijn vier fabrikanten betrokken bij de bouw van de attractie: Alterface voor de videoschermen en animatie, ETF Ride Systems levert de voertuigen, Jora Vision voor de decoratie van de darkride.

## Opzet
Wachtrij
Het exterieur verwijst naar architectuur in India. Boven de entree hangt een groot reclamebord verwijzend naar de attractie. Het gebouw moet een fictieve bioscoop voorstellen: het Grand Maharajah Theater. In gehele wachtruimte wordt het idee gewekt dat bezoekers zich in de foyer van een bioscoop bevinden. Er staan diverse attributen opgesteld zoals snoep- en kaartautomaten en op muren zijn diverse filmaffiches te vinden. Alle filmaffiches zijn verborgen boodschappen ('Easter eggs') verwijzend naar bestaande films. In de titel van de film is het woord 'popcorn' verwerkt. In het station wordt een video afgespeeld met uitleg over de werking van de attractie. Ook wordt in de video een apparaat gedemonstreerd, de pop-o-matic. Een machine die van bovenaf popcorn voor bezoekers in een zak leegt. 
Vlak voor het einde van de wachtrij worden de bezoekers geordend naar de grootte van de groep: 1 t/m 3 personen en 4 t/m 6 personen. Dit zorgt voor een verhoging van de capaciteit. Ook komt in het station de rij voor snelpasgebruikers samen met de overige rijen.
Rit
Er wordt gedurende de rit geen vaste route afgelegd. Ook de duur van de rit verschilt tussen de twee à drie minuten. Dit is afhankelijk van de prestaties/puntenscore van de bezoekers en de positie van de overige voertuigen, om botsingen te voorkomen. Om alle scènes gezien te hebben, dient een bezoeker theoretisch gezien twee keer de attractie bereden te moeten hebben. Tijdens de rit krijgen bezoekers een laserpistool waarmee ze op stukken popcorn op schermen in de attractie dienen te schieten.
Na het verlaten van het station leggen de voertuigen de volgende route af, waarbij in elke ruimte de bezoekers hooguit twintig seconden verblijft: 
- In de eerste ruimte (theater 1) is een popcornmachine te zien, waarin diverse stukken popcorn tot leven komen. Vervolgens zuigt de popcornmachine alle 'kwaadaardige' popcorns op. Boven het voertuig hangt de pop-o-matic die in de wachtrij op het videoscherm getoond werd.
- De voertuigen komen in een ronde hal met aangrenzend zeven entrees naar bioscoopzalen. Deze staan aangegeven als theater 1 t/m 7. Theater 6 is in werkelijkheid een videoscherm. Op het videoscherm is een verongelukt attractievoertuig te zien tezamen met diverse popcorn. Op deze popcorn kan geschoten worden. In het midden van de ronde zaal hangen diverse kabels en televisies. Op de televisieschermen zijn grote stukken popcorn te zien. Ook hierop kunnen bezoekers schieten om punten te verdienen.
- Vanuit de ronde zaal rijdt het voertuig willekeurig een van de theaters (2, 3, 4, 7) in. In elk van de vier theaters in een nagebootste bioscoopzaal te zien. Op het bioscoopscherm begint vervolgens een film af te spelen waarin allerlei kwaadaardige popcorn in diverse verschijningen verschijnt. Bezoekers dienen op de popcorn te schieten om punten te verdienen. Elk theater heeft zijn eigen thema: heelal-, horror-, superhelden- en piratenthema. In de getoonde films bevinden zich easter eggs. Voorbeelden hiervan zijn popcorn als Marvelpersonages, een vliegende popcorn op een fiets als verwijzing naar E.T. the Extra-Terrestrial en heeft de maan in het heelalthema een raket in zijn oog verwijzend naar Le voyage dans la lune.
- Ieder voertuig eindigt in theater 5. Deze ruimte moet de machinekamer van de bioscoop voorstellen. Er staat zoal een rek met filmrollen die omver valt. Op het videoscherm is popcorn te zien die zich in de kamer bevindt.

Uitgang
Vanuit het station lopen bezoekers via een gang richting een souvenirwinkel. In de souvenirwinkel worden producten verkocht gerelateerd aan de darkride. Het doel van deze winkel is om de bezoekers de experience optimaal mee te laten nemen naar huis en hun ervaring te delen. In de gang naar de winkel bevinden zich een aantal schermen waarop de gemaakt onride foto te zien is en diverse highscores zoals de hoogste score van de dag, week en maand. De maximaal haalbare score is 500.000 punten.

## Afbeeldingen

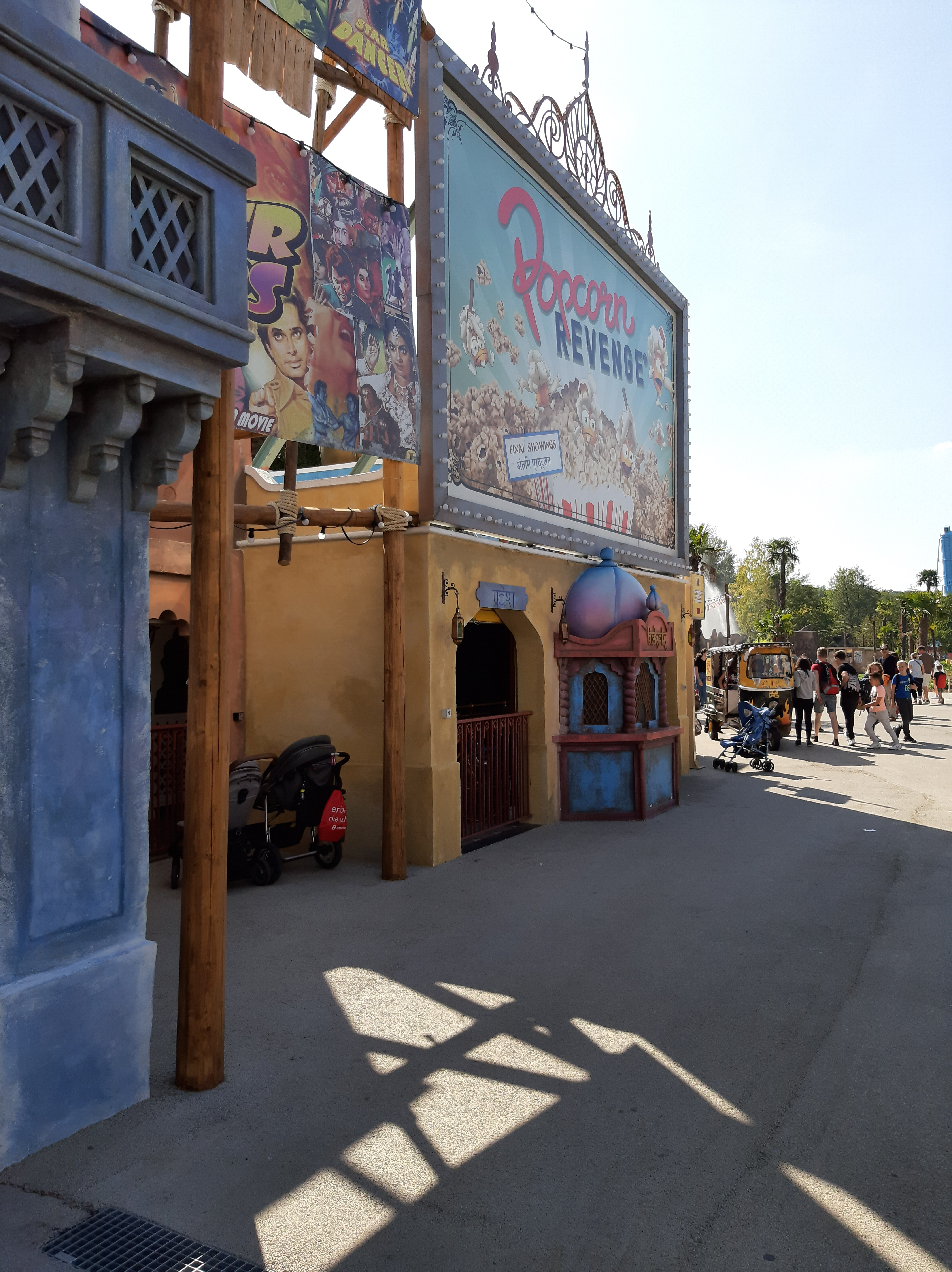
Voorgevel
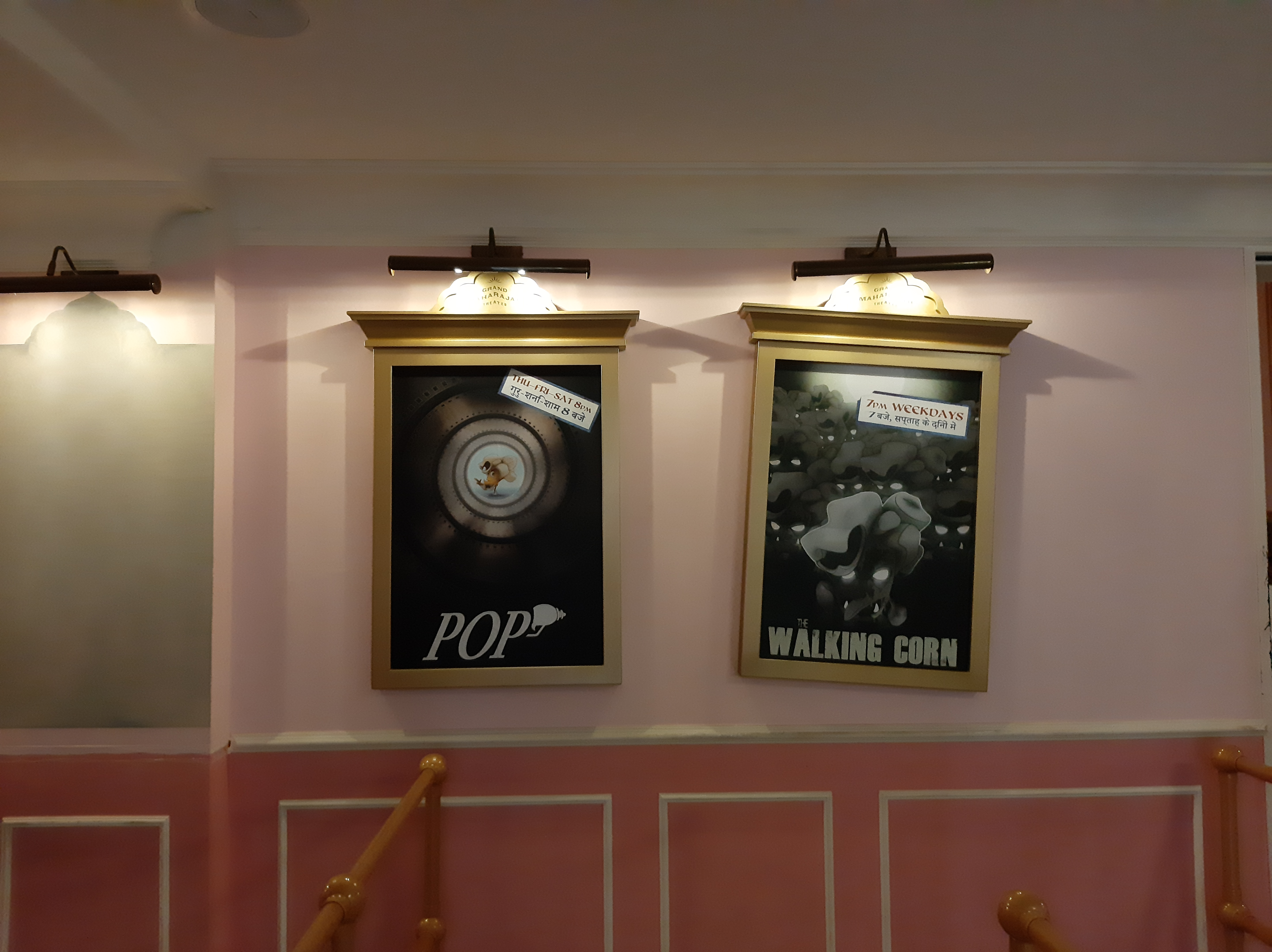
Filmaffiches in de wachtrijen
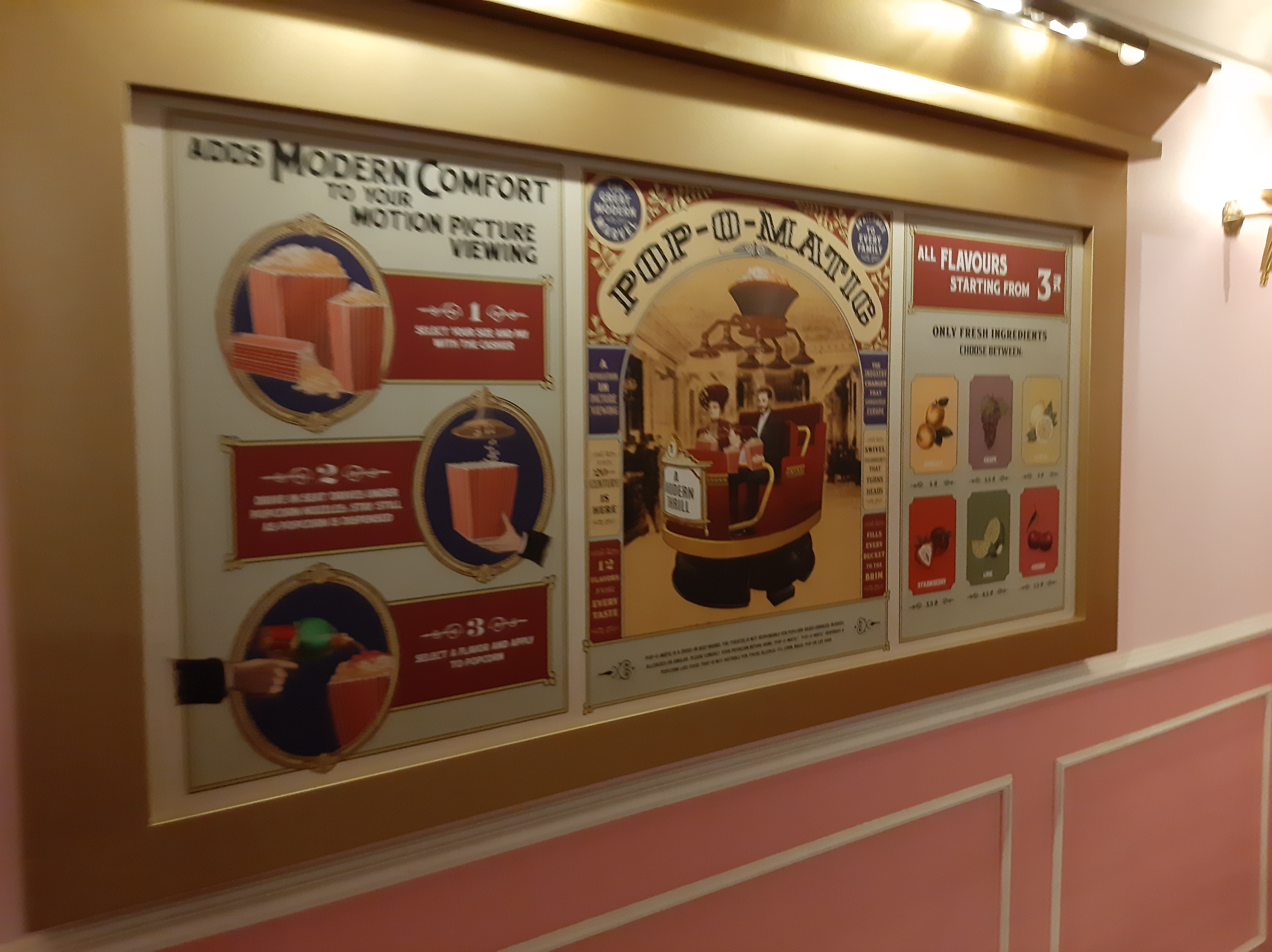
Uitleg over de attractie in de wachtrij
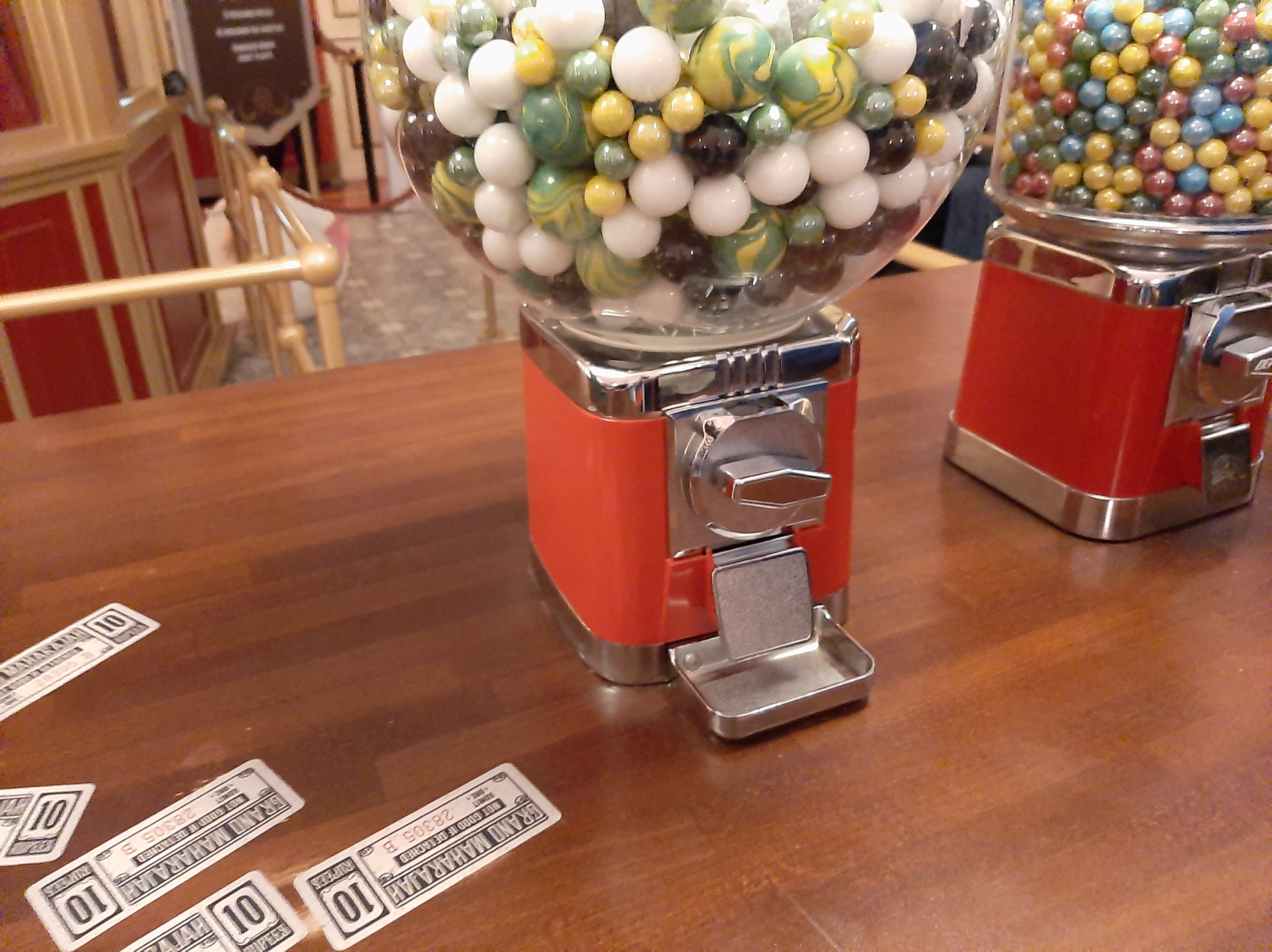
Decoratie in de wachtrij
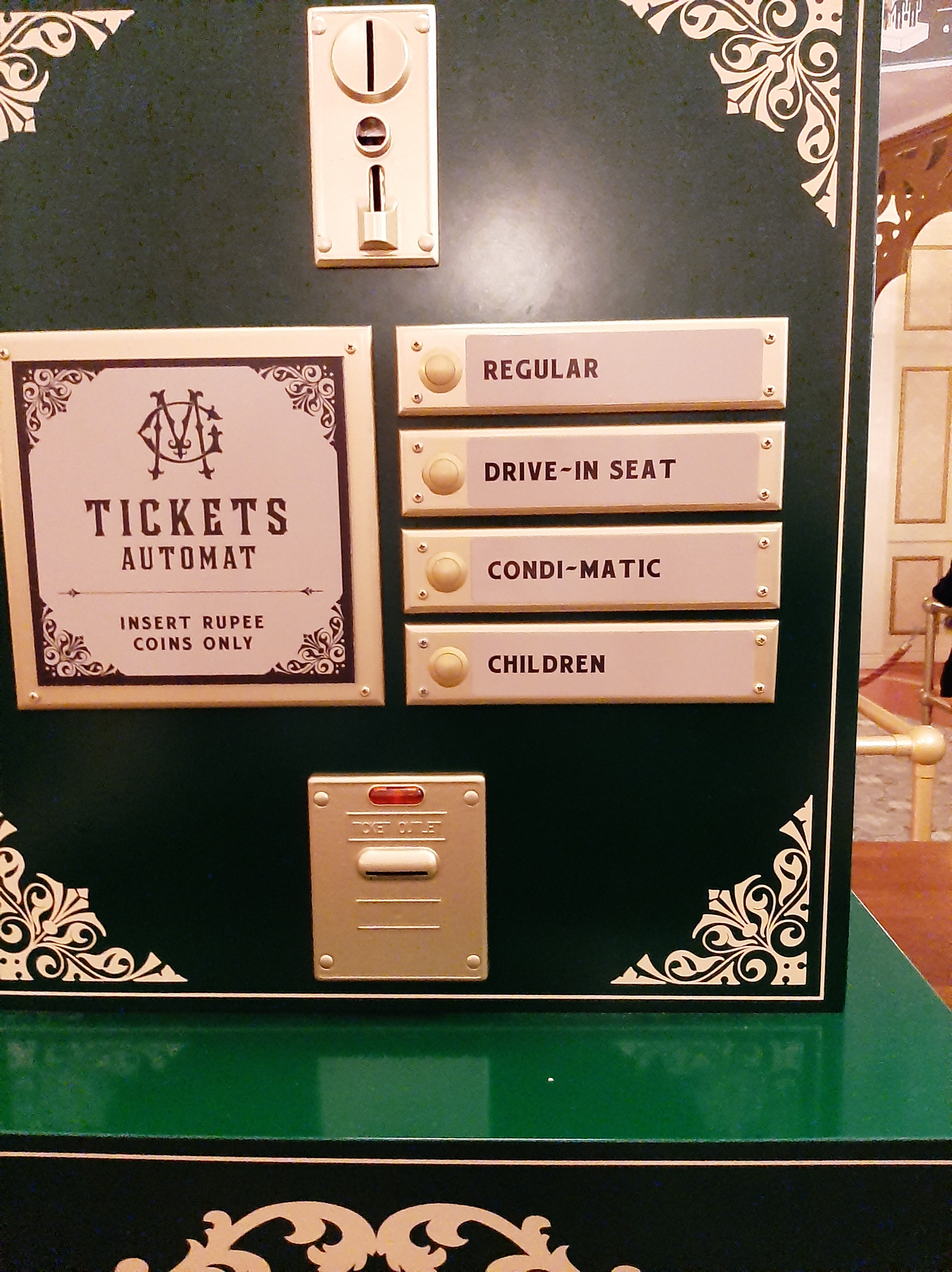
Decoratieve ticketautomaat